# Gregory Burke
Gregory Burke (Rosyth, 1968) è un drammaturgo e sceneggiatore scozzese.

## Biografia
Autore di una decina di opere teatrali, Gregory Burke è ricordato soprattutto per il suo dramma Black Watch, premiato con il Laurence Olivier Award alla migliore nuova opera teatrale.

## Filmografia
- '71, regia di Yann Demange (2014)
- 7 giorni a Entebbe (Entebbe), regia di José Padilha (2017)

## Riconoscimenti
- Premio Laurence Olivier
  - 2002 – Candidatura alla migliore nuova opera teatrale per Gagarin Way
  - 2009 – Migliore nuova opera teatrale per Black Watch